# Motim de Atlanta de 1906
O Motim de Atlanta de 1906 foi uma série de ataques violentos de multidões armadas de brancos americanos contra afro-americanos em Atlanta, Geórgia, estes começaram na noite de 22 de setembro de 1906 e duraram até o dia 24 de setembro. Os eventos foram relatados por jornais de todo o mundo, incluindo o francês Le Petit Journal que descreveu como o "massacre de negros em Atlanta", O número final de mortes no conflito é desconhecido e contestado, mas oficialmente pelo menos 25 afro-americanos  e dois brancos morreram. Relatórios não oficiais variam de 10 a 100 negros americanos mortos durante o massacre. De acordo com o Atlanta History Center, alguns negros americanos foram enforcados em postes de luz; outros foram baleados, espancados ou esfaqueados até a morte. Eles foram retirados dos bondes e atacados na rua; turbas brancas invadiram bairros negros, destruindo casas e empresas.
O catalisador imediato foram as notícias de jornal sobre quatro mulheres brancas estupradas em incidentes separados, supostamente por homens afro-americanos. Dois afro-americanos foram posteriormente indiciados por um grande júri por estuprar Ethel Lawrence e sua tia. Uma causa subjacente foi a crescente tensão racial em uma cidade e economia em rápida mudança, com competição por empregos, moradia e poder político.
A violência não terminou até que o governador Joseph M. Terrell chamar a Guarda Nacional da Geórgia, os afro-americanos acusaram o Departamento de Polícia de Atlanta e alguns guardas de participarem da violência contra eles. Em 2006 o evento foi marcado publicamente - em seu 100º aniversário. No ano seguinte, o massacre de Atlanta passou a fazer parte do currículo estadual das escolas públicas.

## Eventos

### Reportagem de jornal e ataques
Na tarde de sábado, 22 de setembro de 1906, os jornais de Atlanta noticiaram quatro agressões sexuais a mulheres brancas locais, supostamente essas agressões teriam sido cometidas por homens afro-americanos. Dois foram posteriormente indiciados por um grande júri pelo estupro de Ethel Lawrence e sua tia. Após este relatório, várias dezenas de homens brancos começaram a se reunir em turbas e começaram a espancar, esfaquear e atirar em negros em retaliação, puxando ou atacando aqueles que estavam dentro de bondes, começando do centro da cidade. Depois que edições extras do jornal foram impressas, pela meia-noite as estimativas eram de que 10.000 a 15.000 homens brancos se reuniram nas ruas do centro da cidade e estavam deambulando para atacar os negros. Por volta das 22h, os três primeiros negros foram mortos e outros estavam sendo tratados no hospital (pelo menos cinco morreriam); entre estes estavam três mulheres. O governador Joseph M. Terrell convocou oito companhias da Quinta Infantaria e uma bateria de artilharia leve da guarda nacional da Geórgia para intervir e conter a situação. Por volta das 2h30, cerca de 25 a 30 negros foram declarados mortos, com muitos mais feridos. As linhas do bonde foram fechadas antes da meia-noite para reduzir o movimento, na esperança de desencorajar as turbas e oferecer alguma proteção aos bairros afro-americanos, já que os brancos estavam indo para lá e atacando as pessoas em suas casas, ou forçando as mesmas para fora de suas casas.
A barbearia de Alonzo Herndon foi um dos primeiros alvos da multidão branca.  Homens negros foram mortos na escadaria dos Correios e dentro do Hotel Marion, onde um foi perseguido por uma multidão. Durante aquela noite, uma grande multidão atacou a rua Decatur - centro dos restaurantes e bares negros. A multidão destruiu os negócios e agrediu todos os negros à vista. Diversos outros grupos foram para a Rua Peters e bairros relacionados para causar mais danos.  A chuva forte das 3h às 5h ajudou a suprimir a febre dos tumultos.
Os eventos foram rapidamente divulgados no dia seguinte nos jornais, enquanto a violência continuava contra os negros e o massacre era coberto internacionalmente. O jornal Le Petit de Paris relatou: "Homens e mulheres negros foram atirados de carros elétricos, atacados com porretes e apedrejados". No dia seguinte, o New York Times relatou que pelo menos 25 a 30 homens e mulheres negros foram mortos, com 90 feridos. Um homem branco foi morto e cerca de 10 feridos.
Um número desconhecido e contestado de negros foram mortos na rua e em suas lojas, e muitos ficaram feridos. A violência esporádica continuou até tarde da noite em bairros distantes da cidade, enquanto pequenas gangues operavam. No domingo, centenas de afro-americanos deixaram suas casas de trem e outros meios, em busca de segurança à distância.

### Tentativas de defesa
No domingo, um grupo de afro-americanos se reuniu na comunidade de Brownsville ao sul do centro da cidade e perto da Universidade de Clark (Atlanta) para discutir ações; eles haviam se armado para sua própria defesa. A polícia do condado de Fulton soube da reunião e a invadiu; um oficial foi morto em um tiroteio que se seguiu. Três companhias de milícias locais foram enviadas a Brownsville, onde prenderam e desarmaram cerca de 250 negros, incluindo professores universitários.
O New York Times relatou que quando o prefeito James G. Woodward foi questionado sobre as medidas tomadas ele respondeu:
"A melhor maneira de prevenir um motim racial depende inteiramente da causa. Se a sua consulta tiver algo a ver com a situação atual em Atlanta, eu diria que a única solução é remover a causa. Enquanto os negros brutos atacarem nossas mulheres brancas, eles serão tratados sem cerimônia." 
O mesmo prefeito havia percorrido a cidade no sábado à noite tentando acalmar as turbas, mas geralmente era ignorado.

## Rescaldo

### Grande júri
Em 28 de setembro, o jornal The New York Times noticiou:
O Grande Júri do Condado de Fulton fez hoje a seguinte apresentação: "Acreditar que a maneira sensacional como os jornais da tarde de Atlanta apresentaram ao povo as notícias dos vários atos criminosos cometidos recentemente neste condado influenciou amplamente a criação do espírito que anima a multidão da noite de sábado passado; e que o editorial as declarações do The Atlanta News por algum tempo atrás foram calculadas para criar um desrespeito pela administração adequada da lei e para promover a organização dos cidadãos para agir fora da lei na punição do crime. " 

### Total de vítimas
Um número desconhecido e contestado de afro-americanos fora morto no conflito. Acredita-se que pelo menos duas dúzias de afro-americanos foram mortos. Foi confirmado que houve duas mortes de brancos, sendo estas uma mulher que morreu de ataque cardíaco depois de ver o tumulto perto de sua casa.

### Discussões
Na segunda e terça-feira seguintes, cidadãos importantes da comunidade branca, incluindo o prefeito, se reuniram para discutir os eventos e trabalhar para prevenir qualquer violência adicional. O grupo incluiu líderes da elite negra, ajudando a estabelecer uma tradição de comunicação entre esses grupos. Mas durante várias décadas o massacre foi ignorado ou suprimido na comunidade branca e deixado de fora das histórias oficiais da cidade.

### Lembrança
O massacre não foi coberto pelas histórias locais e foi ignorado por décadas no currículo escolar. Em 2006, no seu 100º aniversário, a cidade e grupos de cidadãos marcaram o evento com discussões, fóruns e eventos relacionados, como "passeios a pé, arte pública, serviços memoriais, inúmeros artigos e três novos livros".  No ano seguinte, passou a fazer parte do currículo de estudos sociais do estado para escolas públicas o tema desse tumulto. 

## Representação em outras mídias
- O documentário When Blacks Succeed: The 1906 Atlanta Race Riot (2006), de Norman e Clarissa Myrick Harris, foi produzido pela One World Archives e ganhou prêmios.
- Thornwell Jacobs escreveu um romance, A Lei do Círculo Branco, ambientado durante o massacre de 1906. Tem um prefácio escrito pelo historiador W. Fitzhugh Brundage e materiais suplementares de Paul Stephen Hudson e Walter White, presidente de longa data da NAACP.